# 尚璧镇
尚璧镇，是中华人民共和国河北省邯郸市丛台区下辖的一个乡镇级行政单位。2016年，撤销邯郸县后划入。

## 行政区划
尚璧镇下辖以下地区：
东尚璧村、西尚璧村、东孙庄村、西孙庄村、南屯头村、北屯头村、常庄村、贾口村、唐屯村、吴唐营村、南井寨村、北井寨村、徐许庄村、南亓固村、中亓固村和后亓固村。